# 不花帖木儿 (斡亦剌人)
不花帖木儿（?—?），大蒙古国勋戚，斡亦剌人。斡亦剌部首领忽都合别乞孙，脱劣勒赤与扯扯干公主的儿子。
1253年，不花帖木儿率领斡亦剌兵马随大汗蒙哥的弟弟旭烈兀西征波斯。他的两位姐妹完者哈敦和古玉克哈敦嫁给旭烈兀为妃。他的儿子札乞儿、孙子塔儿海都是斡亦剌的千户长，札乞儿娶旭烈兀的女儿为妻，塔儿海娶旭烈兀的孙女为妻。